# NGC 7585
NGC 7585 је лентикуларна галаксија у сазвежђу Водолија која се налази на NGC листи објеката дубоког неба.
Деклинација објекта је - 4° 39' 1" а ректасцензија 23h 18m 1,3s. Привидна величина (магнитуда) објекта NGC 7585 износи 11,4 а фотографска магнитуда 12,3. NGC 7585 је још познат и под ознакама MCG -1-59-15, ARP 223, PGC 70986.